# Andy (jars)
Pour les articles homonymes, voir Andy.
Andy (1987 - 19 octobre 1991) est un jars né sans pied. Il doit sa célébrité à son appareillage avec des baskets pour bébé lui permettant de se tenir debout et de marcher. L'oiseau a été tué en 1991 par un inconnu.

## Biographie
Cette oie cendrée est née en 1987 sans pieds. Elle est élevée dans une ferme située à Harvard dans le Nebraska aux États-Unis. Lorsque Andy a deux ans, Gene Fleming, résidant dans la localité voisine de Hastings est mis au courant de son handicap. Cet agriculteur à la retraite investi dans le bénévolat auprès des enfants handicapés propose d'appareiller l'oie. Il l'emmene, ainsi que sa compagne, Polly, dans sa ferme à Hastings.
Plusieurs tentatives pour fournir à Andy plus de mobilité sont infructueuses. Fleming essaie, entre-autres, de la doter d'une prothèse s'apparentant à un skateboard. Enfin il parvient à l'équiper de chaussures taille bébé qu'il adapte à l'oie. Il lui enseigne ensuite à marcher avec,. Par la suite, Fleming médiatise son invention, parvenant à obtenir le sponsoring d'un fabricant de vêtements de sport, qui propose de fournir à vie des chaussures à  l'oiseau qui use une paire par mois environ.
Andy est devenu un  role model, en particulier auprès des enfants handicapés,. Avec ses chaussures le jars est en mesure de marcher, nager et voler ; ses propriétaires espéraient que sa mobilité donne espoir aux personnes handicapées.
Le 19 octobre 1991, Andy disparaît et, un jour plus tard, est retrouvé mort dans un parc des environs, la tête et les ailes coupées,. Les riverains collectent 10 000 dollars qu'ils proposent en récompense pour l'appréhension du meurtrier qui n'a cependant  jamais été identifié,.